# Karl Otto Jung
Karl Otto Jung (ur. w 1938) – niemiecki malarz i grafik, historyk sztuki, filozof, anglista, profesor na Uniwersytecie w Saarbrücken, na którym wykłada sztuki plastyczne. 

## Życiorys
Studiował na Akademiach Sztuk Pięknych w Monachium, Düsseldorfie i Londynie (Central School of Arts and Crafts). Ukończył również anglistykę na Uniwersytecie w Monachium i Kolonii. Od 1976 profesor sztuk plastycznych na Uniwersytecie Saarlandes, od 2004 na uczelni w Ruhestand.
Prace wystawiał w najważniejszych galeriach świata: Londyn, Hanower, Darmstadt, Monachium, Drezno, Luksemburg oraz Werona. W chwili obecnej wystawia głównie w Galeria d'Arte „Piazza Erbe”.

## Twórczość Junga
Artysta wypracował swój indywidualny język plastyczny charakterystyczny dla jego całej twórczości. Dokonuje wyraźnego podziału faktur, „niedomknięte” przestrzenie są silnie skontrastowane barwowo. To właśnie tymi przestrzeniami, dychotomią kolorów, artysta realizuje swoją własną wizję realizmu – historyczność jest tutaj tylko tłem, pierwszoplanowi są zawsze ludzie widziani w sposób ironiczny, choć nie prześmiewczy. Jung opisuje współczesnego człowieka dokonując reinterpretacji traumy, kulturowego tropu, która jest jedną z głównych motoryk jego twórczości i filozofii. Ten zabieg możliwy jest poprzez obsesyjne dążenie do prób deskrypcji samego siebie, opowiedzenie dziejów starzejącego się ciała. Stąd u artysty autobiografizm, nieustannie retuszowany portret, jak choćby w obrazie „Die schlechte Regirung” z 1999, na którym nagi mężczyzna z przestrzeloną czaszką i mieczem (szekspirowskie atrybuty władzy) siedzi na pozłacanym tronie.
Kolejną artystyczną fascynacją Junga są problemy komunikacji współczesnych ludzi, dzięki którym mogły powstać takie dzieła jak „In der Galerie...” czy „Kommunikation”. W tej pierwszej główni bohaterowie boją się samotności, uciekają od niej, tworzą wirtualne światy na jawie: wrażliwość podpatrzona wśród zwiedzających galerię jest pozorna – wszyscy posiadają słuchawki na uszach i zamknięte lub na wpół przymknięte oczy. Ich dotyk nie jest przejawem werbalnej akceptacji lecz seksualnej intuicji, zamiaru. Paradoksalnie, im większa chęć ucieczki od samotności, tym większe oddalenie i niezrozumienie. Paradoksowi Junga podlegają również barwy – im jaśniejsze, cieplejsze w klasycystycznym rozumieniu koloru, tym głębszy, mocniejszy tragizm. W pracy tej jedynie centryczna twarz na postumencie, w antycznym profilu, jest łagodnie zharmonizowana czernią i bielą. Łatwo dopatrzeć się kolejnego autoportretu.
Spośród wielu przejawów ludzkiej aktywności w technokratycznym społeczeństwie, Jung nie unika również tematu intymności, wyraźnie wydzielając ją między drapieżną pornografią a subtelną erotyką. Ta druga obecna jest w niemalże każdej pracy, określa zakres twórczych poszukiwań i filiacji z przeszłością europejskiego malarstwa. Stąd u artysty nawiązania do biblijnych motywów i walki płci: półnagi Dawid kontra Bath-Seba, uwspółcześniony Herod w dygnitarskim mundurze kontra Salome, Holophernes z obciętą głową kontra Judyta, cherlawy Samson w pospolitej bluzeczce kontra Dalila oraz Adam kuszony przez Ewę. Wszystkie te kobiety w ostatecznym rachunku wygrywają. Jung dokonał ciekawego przełomu, sfeminizowania starych motywów poprzez erotykę – to nie siła mężczyzn zmienia świat, dokonują tego kobiety bezwzględnie wykorzystujące własną seksualność. 
Dokładną analizę twórczości Karla Otto Junga przedstawił w swoich książkach Volker Hoffmann „Karl Otto Jung als Radierer” (Memmingen 1987) oraz „Der Maler Karl Otto Jung. Monographie”. (Monachium 1988).

## Ważniejsze działa z ostatnich lat
- Johannes auf Patros (2006)
- Gedanken (2006)
- Hollensturz (tryptyk powstały na przełomie lat 2004/5)
- Der Schlaf der Vernunft (2005/6)
- Venus wird gemalt (2005/6)
- Der Griff in den Himmel (2005/6)
- Oedipus und die Sphinx (2006)
- Der Dekan oder Rita (2006)
- Die Inspiration (2006)
- Die sieben Todsunden (2004)
- Adam und Eva (2003)
- Samson und Delila (2003)
- Joseph und Potiphas Frau (2003)
- Judith und Holophernes (2003)
- Herodes und Salome (2003)
- David und Bath-Seba (2003)
- Susanna und die beiden Altesten (2003)
- Krebsstatin – Wartezimmer (2002)
- Der Abschied (2002)
- Kommunikation (2002)
- In der Mensa (2002)
- Das Gefuge ist der Sinn (2001)
- Anprobe (2002)
- Auf dem Balkon (2001/02)
- Galeristin auf dem Kunstmarkt (2000)
- Im Horsaal (2001)
- Mars oder der Krieg im Iraq (2003)
- Die kronung des Kritikers (2000)
- Prometheus (1991)
- Tischgesellschaft (1994)
- Der Uberfall (1994)
- In der Galerie der Streifenmaler (1999)
- Die schlechte Regierung (1999)